# Pictetia obcordata
Pictetia obcordata är en ärtväxtart som beskrevs av Dc. Pictetia obcordata ingår i släktet Pictetia och familjen ärtväxter. Inga underarter finns listade i Catalogue of Life.